# NGC 6193
Az NGC 6193 (más néven Caldwell 82) egy nyílthalmaz a Ara (Oltár) csillagképben.

## Felfedezése
A nyílthalmazt James Dunlop fedezte fel 1826. május 14-én.

## Tudományos adatok
A körülbelül 4000 fényévre található RCW 108 jelzésű felhőkomplexumban, a környezetében lévő nagy tömegű csillagok miatt csillagkeletkezés zajlik. A kutatók úgy vélik, hogy ebben az NGC 6193-nak jelentős szerepe van, mivel a halmaznak sok nagy tömegű, erősen sugárzó csillaga van. Ez a felhőben lokális sűrűsödési gócokat hozott létre. A folyamat végül a felhők fragmentációjához, a gócok gravitációs összeomlásához, s így új csillagok kialakulásához vezetett.

### A halmazban található csillagok listája
A halmazban 27 csillag található.
| Név                        | Rektaszcenzió    | Deklináció      |
| -------------------------- | ---------------- | --------------- |
| CCDM J16413-4846AB         | 16h 41m 20.4149s | -48° 45 46.644  |
| HD 150135                  | 16h 41m 19.4537s | -48° 45' 47.585 |
| CD-48 11074                | 16h 41m 28.8557s | -48° 47' 47.727 |
| CD-48 11080                | 16h 41m 36.3084s | -48° 47' 14.904 |
| CD-48 11077                | 16h 41m 34.91s   | -48° 46' 24.2   |
| CD-48 11075                | 16h 41m 33.21s   | -48° 45' 06.6   |
| CD-48 11071                | 16h 41m 25.8569s | -48° 45' 14.265 |
| CD-48 11069                | 16h 41m 22.10s   | -48° 44' 57     |
| GSC 08334-01480            | 16h 41m 24.40s   | -48° 45' 52.5   |
| GSC 08334-01259            | 16h 41m 24.04s   | -48° 46' 17.5   |
| GSC 08330-05276            | 16h 41m 18.87s   | -48° 44' 31.1   |
| GSC 08334-01273            | 16h 41m 31.67s   | -48° 46' 43.5   |
| NGC 6193 13                | 16h 41m 28.51s   | -48° 46' 22.2   |
| NGC 6193 14                | 16h 41m 17.80s   | -48° 47' 05.5   |
| CD-48 11039 Star in Nebula | 16h 40 00.752s   | -48° 47' 02.41  |
| CD-48 11046                | 16h 40m 20.94s   | -48° 54' 56.2   |
| CD-48 11051                | 16h 40m 33.8837s | -48° 53' 16.19  |
| NGC 6193 18                | 16h 40m 43s      | -48° 48.8'      |
| HD 150041                  | 16h 40m 44.5820s | -48° 45' 22.214 |
| CD-48 11061                | 16h 40m 53.26s   | -48° 45' 35.2   |
| CD-48 11062                | 16h 41m 02.49s   | -48° 53' 49.7   |
| CD-48 11065                | 16h 41m 08.48s   | -48° 52' 21.6   |
| CD-48 11076                | 16h 41m 33.0589s | -48° 33' 59.651 |
| CD-48 11082                | 16h 41m 46.3148s | -48° 47' 41.527 |
| CD-48 11086                | 16h 41m 54.83s   | -48° 45' 22.8   |
| CD-48 11088                | 16h 42m 00.47s   | -48° 42' 32.5   |
| CD-48 11090                | 16h 42m 05.69s   | -48° 42' 56.8   |